# Dick Van Arsdale
Richard Albert « Dick » Van Arsdale, né le 22 février 1943 à Indianapolis (Indiana) et mort le 16 décembre 2024, est un joueur et entraîneur de basket-ball, devenu dirigeant en NBA.

## Biographie

### Carrière
À sa sortie du lycée Emmerich Manual d'Indianapolis, il rejoint l'université de l'Indiana. Évoluant au poste de meneur de jeu, Van Arsdale fut sélectionné par les New York Knickerbockers au 2e tour de la draft 1965. Il fut nommé dans la All-Rookie Team en 1966, en compagnie de son frère Tom Van Arsdale. Van Arsdale joua en NBA durant 12 saisons; trois avec les Knickerbockers et neuf saisons avec les  Phoenix Suns (après qu'il eut été sélectionné lors de la draft d'expansion 1968). Van Arsdale, All-Star à trois reprises, fut l'un des meilleurs tireurs de lancers-francs de la NBA. Il arrêta sa carrière de joueur en 1977.
Van Arsdale est par la suite « general manager » ; il est ensuite devenu team's senior vice president of player personnel.  En 1987, il fut brièvement entraîneur de l'équipe à la suite du départ de John MacLeod. Son maillot numéro 5 a été retiré par les Phoenix Suns.
Il est le frère jumeau de Tom Van Arsdale qui fut également joueur de basket-ball en NBA.